# Last night I dreamt that somebody loved me
Last night I dreamt that somebody loved me is een single van de Britse alternatieve rockgroep The Smiths. Het lied is de derde single van het studioalbum Strangeways, here we come uit 1987 en bereikte de 30e plaats op de UK Singles Chart.

## Achtergrond
Last night I dreamt that somebody loved me is een melancholische, orkestrale power ballad over eenzaamheid. Gitarist Johnny Marr schreef de gitaarpartij in een tourbus, op de terugreis van een concert in Carlisle. Voorafgaand aan de ballade klinkt een prelude, bestaande uit een pianostuk met walvisgezang en een joelende menigte op de achtergrond. Op de 7"-single is deze prelude weggelaten. Alle orkestrale instrumenten werden door Marr gespeeld op een E-mu Emulator, maar zijn gecrediteerd aan het fictieve Orchestrazia Ardwick. De zangpartij werd door Morrissey in één poging vastgelegd.
Volgens Marr is Last night I dreamt that somebody loved me het "ultieme Smiths-lied". Morrissey noemde de slotvers "The story is old, I know, but it goes on" zijn favoriete tekst.

## Nummers
Alle muziek en teksten zijn geschreven door Morrissey en Johnny Marr. 
| Nr. | Titel                                      | Duur |
| --- | ------------------------------------------ | ---- |
| 1.  | Last night I dreamt that somebody loved me | 3:09 |
| 2.  | Rusholme ruffians                          | 4:04 |

| Nr. | Titel                                      | Duur |
| --- | ------------------------------------------ | ---- |
| 1.  | Last night I dreamt that somebody loved me | 5:04 |
| 2.  | Rusholme ruffians                          | 4:04 |
| 3.  | Nowhere fast                               | 2:39 |

| Nr. | Titel                                      | Duur |
| --- | ------------------------------------------ | ---- |
| 1.  | Last night I dreamt that somebody loved me | 5:04 |
| 2.  | Rusholme ruffians                          | 4:04 |
| 3.  | Nowhere fast                               | 2:39 |
| 4.  | William, it was really nothing             | 2:04 |

## Bezetting
- Morrissey - zang
- Johnny Marr - gitaar
- Andy Rourke - basgitaar
- Mike Joyce - drumstel